# Luca Cigarini
Luca Cigarini (Montecchio Emilia, provincia de Reggio Emilia, Italia, 20 de junio de 1986) es un futbolista italiano. Juega de centrocampista y su equipo es la A. C. Reggiana 1919 de la Serie B de Italia.

## Trayectoria
Cigarini creció en la cantera del Parma. En 2002 fue cedido a préstamo al Sambenedettese, en Serie C1 (3.ª división), donde marcó 4 goles en 33 partidos.
Tras la buena temporada, volvió al Parma, haciendo su debut con 19 años en Serie A frente a Empoli. La temporada siguiente se impuso como titular, sobre todo cuando llegó como técnico de los gialloblù Claudio Ranieri. El 15 de abril de 2007 marcó su primer gol en Serie A (Parma - Catania 1:1).
En julio de 2008 pasó al Atalanta con la fórmula de la copropiedad, por unos 5 millones de euros. Con el equipo de Bérgamo jugó 23 partidos marcando 3 goles.
El 12 de junio de 2009 el presidente del Napoli, De Laurentiis, anunció la adquisición de Cigarini por una cifra aproximada a 11 millones de euros. Debutó con la camiseta azzurra el 23 de agosto en la primera fecha de liga contra el Palermo, sustituyendo a Bogliacino. Marcó su primer gol el 28 de octubre en el partido de local ante el Milan. Durante el campeonato totalizó 28 presencias (más una en Copa de Italia) con dos tantos; Luca no encontró mucho espacio en el esquema 3-4-2-1 del técnico Mazzarri, que al inicio de la temporada había reemplazado a Donadoni en el banquillo napolitano.
El 2 de agosto de 2010 se anunció que el futbolista fue cedido al Sevilla español por 300 000 € más 50 000 euros por pasar la previa de la Champions y 25 000 euros por jugar 30 partidos a lo largo de la temporada. La opción de compra se fijó en una cantidad de entre 6 y 7 millones de euros. Su debut oficial con el club andaluz fue el 14 de agosto en la ida de la Supercopa contra el Barcelona, partido en el cual Cigarini salió en la reanudación del mismo y con un pase al hueco que Luis Fabiano supo aprovechar, participó de forma clave en el triunfo de su equipo 3-1. Su primer gol con el Sevilla fue en Europa League contra el Borussia Dortmund. El segundo también llegó en esta competición contra el Karpaty Lviv, un disparo de falta que se coló por la escuadra de la portería ucraniana.
Sin embargo en la liga sólo sumó seis presencias, la última de las cuales el 8 de enero de 2011. Su último partido en las filas de los nervionenses fue el 12 de enero, frente al Villarreal en Copa del Rey. Al término del campeonato, volvió al Napoli, que el 31 de agosto lo cedió a préstamo al Atalanta. En julio de 2012 el Napoli renovó la cesión al club de Bérgamo con opción de copropiedad, prorrogando el contrato con Cigarini hasta 2015.

## Selección nacional
Ha disputado varios partidos con las categorías inferiores de Italia: 1 con la sub-18, 1 con la sub-19 y 5 con la sub-20. Con la sub-21 jugó 20 partidos, marcando un gol: fue convocado por el seleccionador Pierluigi Casiraghi para la Eurocopa Sub-21 de 2007, aunque no jugó ni un partido. Fue convocado para la Eurocopa Sub-21 de 2009, en Suecia.
Con la selección olímpica de Italia participó en los Juegos Olímpicos de Pekín 2008.

## Clubes
| Club                        | País   | Año       |
| --------------------------- | ------ | --------- |
| S. S. Sambenedettese Calcio | Italia | 2004-2005 |
| Parma F. C.                 | Italia | 2005-2008 |
| Atalanta B. C.              | Italia | 2008-2009 |
| S. S. C. Napoli             | Italia | 2009-2010 |
| Sevilla F. C.               | España | 2010-2011 |
| Atalanta B. C.              | Italia | 2011-2016 |
| U. C. Sampdoria             | Italia | 2016-2017 |
| Cagliari Calcio             | Italia | 2017-2020 |
| F. C. Crotone               | Italia | 2020-2021 |
| A. C. Reggiana 1919         | Italia | 2021-     |

## Palmarés

### Títulos nacionales
| Título  | Club                | País   | Año  |
| ------- | ------------------- | ------ | ---- |
| Serie C | A. C. Reggiana 1919 | Italia | 2023 |